# Deconstruction Records
Deconstruction Records — британський лейбл звукозапису, створений 1987 року.
Лейбл звукозапису Deconstruction Records засновали 1987 року музичні підприємці Піт Хедфілд та Кіт Блекхерст. Інді-лейбл ставив за мету видання танцювальної музики, яка ставала дедалі популярнішою в Великій Британії. Одним з перших виконавців лейблу став проєкт T-Coy, але справжній прийшов до них 1989 року, коли великим хітом стала композиція «Ride on Time» італійського гурту Black Box.
Перші декілька років існування Deconstruction Records були незалежним лейблом, що випускав пісні гуртів M People, Black Box, Way Out West, Sasha, Republica. Частиною Deconstruction був імпринт Concrete Recordings, на якому виходили пісні Lionrock, Death in Vegas, Dub Pistols. Найбільший комерційний успіх лейблу був пов'язаний з гуртом M People, чиї записи продавалися накладом у декілька мільонів примірників. 1993 року Deconstruction придбала корпорація BMG, зробивши його своїм провідним підрозділом, що видавав танцювальну музику. У складі BMG на Deconstruction виходили записи Кайлі Міноуг, гурту Republica, Бет Ортон, Роберта Майлза та інших.
Лейбл проіснував до 2001 року і був закритим під час реорганізації BMG та злиття із Sony Music. 2009 року компанія Sony Music відновила імпринт Deconstruction Records.